# Очень сверхъестественное Рождество
«О́чень сверхъесте́ственное Рождество́» (англ. A Very Supernatural Christmas) — 8-я серия 3-го сезона американского телесериала «Сверхъестественное». Её премьера состоялась 13 декабря 2007 года.

## В ролях
- Джаред Падалеки — Сэм Винчестер;

- Колин Форд — Сэм в детстве;

- Дженсен Эклс — Дин Винчестер;

- Ридж Кэнайп — Дин в детстве;

- Спенсер Гаррет — Эдвард Карриган;
- Мэррилин Ганн — Мэйдж Карриган.

## Сюжет
Наступило Рождество. Но даже в эту прекрасную сказочную пору у братьев Винчестеров находится работа. Они узнают о загадочном исчезновении мужчины и отправляются к нему домой. Поговорив с женой пропавшего, Дин и Сэм осматривают дом и находят в дымоходе зуб. Дин выясняет, что это не первое исчезновение в городе, а Сэм высказывает идею насчёт того, что виной всему может быть Анти-Санта. Сэм рассказывает, что Анти-Санта — это злой брат Санта-Клауса, существующий во многих культурах, который в канун Рождества наказывает грешников. Дин говорит, что все пропавшие перед исчезновением посещали Деревню Санты, и братья отправляются туда.
Дин предлагает Сэму отпраздновать Рождество, но Сэм, вспомнив, каким Рождество было у них в детстве, отказывается. Сэм говорит, что по легенде Анти-Клаус хромает и пахнет конфетами. Затем они замечают хромающего мужчину, переодетого в Санта-Клауса, и решают за ним проследить, устроив слежку около его дома. Раздаётся женский крик, и братья с пистолетами наготове врываются в дом. Поняв, что источником крика был телевизор, Винчестеры, чтобы как-то исправить своё незаконное проникновение в чужое жилище, затягивают рождественскую песенку.
Сэм с Дином узнают ещё об одном похищении и наведываются в дом, где произошло несчастье. Сэм осматривает дом и замечает рождественский венок, который видел в доме, где произошло первое похищение. Сэм звонит Бобби, и тот рассказывает ему, что в венки, скорее всего, вплетена таволга, очень мощное растение в языческих поверьях. Бобби также говорит, что таволгу используют для человеческих жертвоприношений. Сэм читает информацию о Рождестве и рассказывает Дину, что корни любой рождественской традиции лежат в язычестве, Иисус, скорее всего, родился осенью, а этот день (25 декабря) был праздником зимнего солнцестояния, а церковь перекроила его под Рождество. Полено, ёлка и даже красный костюм Санты — это всё пережитки язычества. Сэм приходит к выводу, что они имеют дело с Болд-Никаром, богом зимнего солнцестояния, который взамен принесённой жертве дарит мягкий климат. Винчестеры решают узнать, где продают венки, и наведываются в магазин, полный рождественских атрибутов.
Дин с Сэмом разговаривают с продавцом, от которого узнают, что все венки с таволгой проданы. Но он рассказывает, где можно найти женщину по имени Мэйдж Карриган, изготавливающую такие венки. Братья приходят к ней в дом, где знакомятся с её мужем и замечают, что тот ест карамель.
От Бобби братья узнают, что бога можно убить еловым колом, и Дин уже занимается их заточкой. Сэм рассказывает, что Карриганы раньше жили в Сиэтле, где перед Рождеством тоже произошли два похищения. Он вспоминает, что видел в их доме вербену и мяту — серьёзные растения, используемые в язычестве. Дин предполагает, что они могут держать бога зимнего солнцестояния у себя в доме и решает это проверить.
Поздним вечером Винчестеры пробираются в дом Карриганов, где в подвале находят человеческие кости. Появляются Мэйдж с мужем и обезоруживают братьев. Карриганы привязывают Дина с Сэмом к стульям, собираясь принести их в жертву. Готовясь к ритуалу, они рассказывают Винчестерам, что много лет назад люди поклонялись им, языческим богам, и что это был их праздник. Но потом с приходом религии люди несправедливо забыли о них. Затем мистер Карриган переходит к ритуалу и ножом делает надрез на руке Сэма, сливая его кровь в миску, то же самое делает его жена с Дином. Затем мистер Карриган с помощью клещей выдирает Сэму ноготь на правой руке, и уже собирается выдрать Дину зуб, как вдруг раздаётся дверной звонок. Чета Карриганов идёт открывать дверь, а когда возвращается, Винчестеров уже и след простыл. Закрыв дверь, чтобы боги не смогли пробраться, Сэм с Дином обдирают ветки рождественской ёлки, так как их колья остались в подвале. В это время дверь слетает с петель, и в комнату влетают супруги Карриганы. Они набрасываются на братьев, но Сэму удаётся заколоть Мэйдж колом, а её супруг становится жертвой Дина.
В номере мотеля Сэм всё-таки решает отпраздновать Рождество и дарит Дину подарок. Тот в свою очередь тоже преподносит брату праздничный свёрток. На улице идёт снег, и снежинки медленно покрывают землю.

## Саундтрек
- Silent Night — Сэм и Дин;
- Have Yourself A Merry Little Christmas — Розмари Клуни;
- Jingle Bells;
- We Wish You a Merry Christmas.